# Parc naturel du delta de l'Èbre
Pour les articles homonymes, voir Èbre (homonymie).
Le parc naturel du delta de l'Èbre (en espagnol : Parque natural del Delta del Ebro et en catalan : Parc natural del delta de l'Ebre) se situe à l'embouchure de l'Èbre, dans la province de Tarragone, en Espagne.

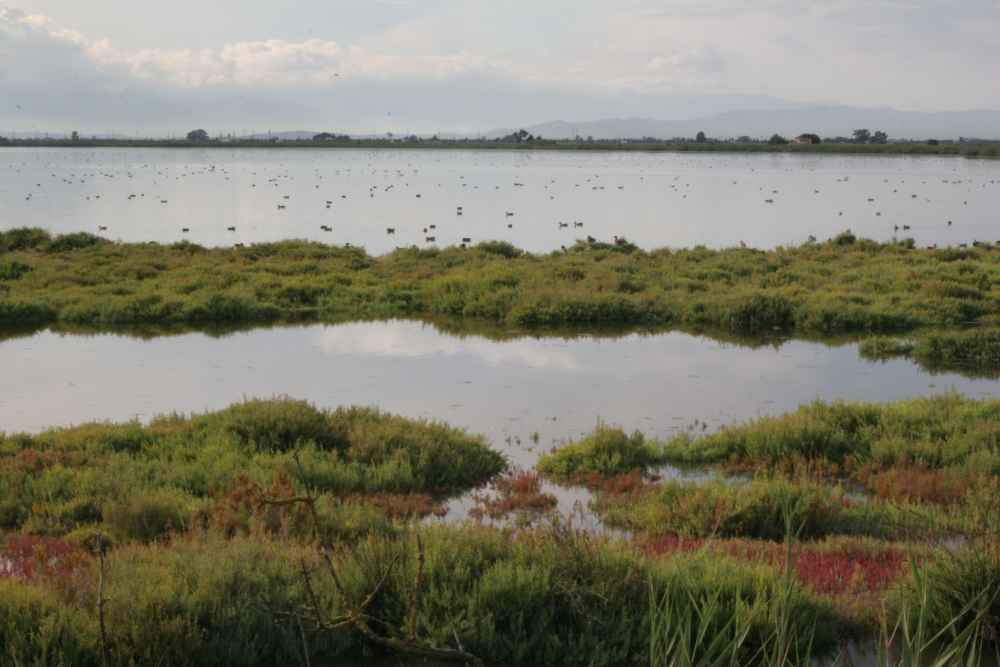
Paysage du delta de l'Èbre.

Sa superficie totale est de 7,736 ha. Ceci fait du delta de l'Èbre la plus grande zone humide de Catalogne et l'une des plus importantes d'Europe occidentale (après le parc naturel régional de Camargue en France et le parc national de Doñana, également en Espagne). Il accueille beaucoup d'espèces d'oiseaux différentes. 

## Histoire
Ce milieu a été utilisé pour la riziculture (47 % du territoire dans les années 1980, via un vaste réseau de canaux d'irrigation permettant le contrôle des niveaux d'eau en saison de culture).
Déclaré parc naturel en août 1983, il a été agrandi en 1986. 
Il a été reconnu site Ramsar le 26 mars 1993 et fait partie de la réserve de biosphère des Terres de l'Èbre.
Il accueille de très nombreuses espèces typiques des zones humides, notamment un projet de conservation de la tortue d'Hermann. Le parc semble également encore abriter une population d'arvicola sapidus , une espèce menacée et disparue ou en régression dans presque toute l'Europe ; elle a été retrouvée dans le système lagunaire de la lagune de l’Encanyissada.

## État, pression menaces
Les principales menaces pesant sur le parc sont la dégradation des habitats et des milieux (eau, air, sol) à cause notamment des pollutions agricoles et industrielles (véhiculées par l'air et l'eau). 
Les oiseaux migrateurs peuvent aussi y être victimes de saturnisme aviaire, à la suite de l'ingestion de grenaille de plomb.
Comme tous les milieux naturels il est concerné par la problématique des espèces exotiques envahissantes (corbicules par exemple )